# 1 Gwardyjska Brygada Rakietowa
1 Gwardyjska Orszańska Brygada Rakietowa (ros. 1-я гвардейская ракетная Оршанская орденов Суворова и Кутузова бригада) – związek taktyczny Sił Zbrojnych ZSRR i FR.

## Historia
8 lipca 1920 roku w składzie 48 Dywizji Strzeleckiej sformowany został dywizjon artylerii ciężkiej. Dywizjon został następnie przeformowany w 75 Gwardyjski Pułk Artylerii i 14 Gwardyjską Brygadę Artylerii Ciężkiej. Brygada swój chrzest bojowy przeszła pod Wajnikołą w lipcu 1941 roku. II Wojnę Światową zakończyła z tytułem wyróżniającym „Gwardyjska”, nazwą wyróżniającą „Orszańska” (za przełamanie obrony niemieckiej pod Orszą w 1944 roku), Orderem Suworowa (za walki o Królewiec w 1945 roku) i Kutuzowa. Po wojnie brygada stacjonowała w m. Dołgorukowo w obwodzie królewieckim. W 1960 roku przekształcono ją w 114 Brygadę Rakiet Operacyjno-Taktycznych i przezbrojono w rakiety 9K72 Elbrus (SS-1c/d Scud), a następnie 9K79-1 Toczka (SS-21). W 1966 roku brygadę przemieszczono do Bornego Sulinowa i włączono w skład Północnej Grupy Wojsk. Z terytorium Polski wyprowadzono ją w lipcu 1991 roku i przemieszczono do Krasnodaru, włączając w skład 49 Armii Ogólnowojskowej jako 1 Gwardyjską Orszańską Brygadę Rakiet Operacyjno-Taktycznych. Od 2012 roku brygada stacjonuje w m. Molkino w Kraju Krasnodarskim.  Brygada wyposażona jest w zestawy rakietowe 9K720 Iskander.

## Skład brygady
Na koniec lat 80:
- Dowództwo i sztab;
- 55 dywizjon rakiet taktycznych (JW 53622);
- 21 dywizjon rakiet taktycznych (JW 82200);
- 39 dywizjon rakiet taktycznych (JW 66600);
- bateria techniczna.

Na rok 2020: 
- Dowództwo i sztab;
- 3 dywizjony rakiet taktycznych a. 2 baterie rakiet taktycznych (po 2 wyrzutnie);
- dywizjon rakietowo-techniczny;
- dywizjon zaopatrzenia;
- bateria dowodzenia.